# Saison 15 de Ninjago
 (20 mai 2025).
Chronologie
Saison 14 Saison 1 du Soulèvement des Dragons
Cet article présente le guide des épisodes de la quinzième et dernière saison de la série Ninjago, elle se nomme Cristallisé, Crystalized en anglais.
En France, elle est diffusée du 6 juin 2022 au 21 octobre 2022 sur France 4 dans l'émission Okoo.

## Épisodes

### Épisode 1:Changement de cap
- États-Unis : 20 mai 2022 sur Netflix
- France : 6 juin 2022 sur France 4 [1]
- Québec : 25 juin 2022 sur Télétoon

### Épisode 2:L’appel du cœur
- États-Unis : 20 mai 2022 sur Netflix
- France : 6 juin 2022 sur France 4 [1]

### Épisode 3:La forme de Nya
- États-Unis : 20 mai 2022 sur Netflix
- France : 7 juin 2022 sur France 4 [1]

### Épisode 4:La grande évasion
- États-Unis : 20 mai 2022 sur Netflix
- France : 8 juin 2022 sur France 4 [1]

### Épisode 5:Ennemis publics n°1,2,3,4,5
- États-Unis : 20 mai 2022 sur Netflix
- France : 9 juin 2022 sur France 4 [1]

### Épisode 6:Une promesse douloureuse
- États-Unis : 20 mai 2022 sur Netflix
- France : 10 juin 2022 sur France 4 [1]

### Épisode 7:Le procès des ninjas
- États-Unis : 20 mai 2022 sur Netflix
- France : 13 juin 2022 sur France 4 [1]

### Épisode 8:Le blues de Kryptarium
- États-Unis : 20 mai 2022 sur Netflix
- France : 14 juin 2022 sur France 4 [1]

### Épisode 9:SeanDog McFlair
- États-Unis : 20 mai 2022 sur Netflix
- France : 15 juin 2022 sur France 4 [1]

### Épisode 10:Les bienfaits du chagrin
- États-Unis : 20 mai 2022 sur Netflix
- France : 16 juin 2022 sur France 4 [1]

### Épisode 11:Le cinquième méchant
- États-Unis : 20 mai 2022 sur Netflix
- France : 17 juin 2022 sur France 4 [1]

### Épisode 12:Le conseil du Roi de Cristal
- États-Unis : 20 mai 2022 sur Netflix
- France : 17 juin 2022 sur France 4 [1]

### Épisode 13:Une ombre sinistre
- États-Unis : 1er octobre 2022 sur Netflix
- France : 21 octobre 2022 sur Okoo [1]

### Épisode 14:Le plan de l’araignée
- États-Unis : 1er octobre 2022 sur Netflix
- France : 21 octobre 2022 sur Okoo [1]

SeanDog McFlair réquisitionne le Bounty de ninjas. Cole,Zane,Kai et Jay sont à la recherche de Lloyd dans les tunnels de métro. 
Pendant ce temps, Lloyd est enfermé dans une cage. Harumi essaie de le convaincre de se mettre de leur côté. 
Elle envoie des bombes araignées aux quatre ninjas. En voyant ça, Lloyd crois que ses amis sont morts alors qu'ils se sont réfugiés dans une épave de train. 
Harumi continue de lui demander de les rejoindre sinon il mourra aussi. Lloyd continue à résister mais Harumi l'informe qu'une armée est en chemin pour attaquer le monastère. 
Énervé de cela, Lloyd a les yeux qui deviennent violet. Il a tout d'un coup une énorme force ; c'est son côté Oni. Il sort grâce à son pouvoir Oni et affronte Harumi. Il l'étourdit et réussi à arrêter son pouvoir. M.F tire sur Lloyd et ce dernier s'effondre.

### Épisode 15:La chute du monastère
- États-Unis : 1er octobre 2022 sur Netflix
- France : 21 octobre 2022 sur Okoo [1]

### Épisode 16:Dans les ténèbres
- États-Unis : 1er octobre 2022 sur Netflix
- France : 21 octobre 2022 sur Okoo [1]

### Épisode 17:L'avènement du roi
- États-Unis : 1er octobre 2022 sur Netflix
- France : 21 octobre 2022 sur Okoo [1]

### Épisode 18:Retour en milieu primitif
- États-Unis : 1er octobre 2022 sur Netflix
- France : 21 octobre 2022 sur Okoo [1]

### Épisode 19:La cristacatastrophe
- États-Unis : 1er octobre 2022 sur Netflix
- France : 21 octobre 2022 sur Okoo [1]

### Épisode 20:Christofeuille
- États-Unis : 1er octobre 2022 sur Netflix
- France : 21 octobre 2022 sur Okoo [1]

### Épisode 21:La leçon de Garmadon
- États-Unis : 1er octobre 2022 sur Netflix
- France : 21 octobre 2022 sur Okoo [1]

Les ninjas abandonnent le combat contre l'armée de Crystal. Ils sont dans la grotte du samurai X avec Skylor,Pixal,Nya,Maitre Wu,Lloyd et Garmadon. Maitre Wu explique aux ninjas de Garmadon va apprendre à Lloyd à utiliser sa forme Oni. Mais Garmadon ne fait preuve d'aucune patience avec son fils qui n'y met aucune volonté. Garmadon dit que toute chose à son opposé et Maître Wu comprend que qu'il peut exister une forme dragon. Il part avec Pixal pour prévenir Misako qui est à la bibliothèque. Pendant ce temps,le temple de cristal arrive à Ninjago City. Pour que Lloyd atteigne sa forme Oni Garmadon décide de l'énerver et ceci marche. Les mains de Lloyd deviennent violettes. Mais Lloyd secoue ses mains et elles redeviennent normales. Garmadon trouve que son fils ne met pas du sien.
 

### Épisode 22:Courageux, mais insensé
- États-Unis : 1er octobre 2022 sur Netflix
- France : 21 octobre 2022 sur Okoo [1]

### Épisode 23:L’heure de l’abondon
- États-Unis : 1er octobre 2022 sur Netflix
- France : 21 octobre 2022 sur Okoo [1]

### Épisode 24:Le retour de l’Empereur de Glace
- États-Unis : 1er octobre 2022 sur Netflix
- France : 21 octobre 2022 sur Okoo [1]

### Épisode 25:En lieu sûr
- États-Unis : 1er octobre 2022 sur Netflix
- France : 21 octobre 2022 sur Okoo [1]

### Épisode 26:Ensemble
- États-Unis : 1er octobre 2022 sur Netflix
- France : 21 octobre 2022 sur Okoo [1]

### Épisode 27:Appel de détresse
- États-Unis : 1er octobre 2022 sur Netflix
- France : 21 octobre 2022 sur Okoo [1]

### Épisode 28:Question de confiance
- États-Unis : 1er octobre 2022 sur Netflix
- France : 21 octobre 2022 sur Okoo [1]

### Épisode 29:La forme dragon
- États-Unis : 1er octobre 2022 sur Netflix
- France : 21 octobre 2022 sur Okoo [1]

### Épisode 30:Racines
- États-Unis : 1er octobre 2022 sur Netflix
- France : 21 octobre 2022 sur Okoo [1]